# Kölner Spendenaffäre
Bei der Kölner Spendenaffäre, auch Müllaffäre oder Müllskandal genannt, ging es um die Einnahme von Spenden durch die Kölner SPD zwischen 1994 und 1999 als Bestechung, um deren Zustimmung zum Bau der umstrittenen Müllverbrennungsanlage im Kölner Stadtteil Niehl zu sichern. Spenden in Höhe von mindestens 480.000 DM wurden entgegen dem Parteiengesetz nicht im Rechenschaftsbericht verzeichnet und dadurch die Veröffentlichungspflicht verletzt. Als Strafe verlor die SPD eine Summe in Höhe des Zweifachen der illegalen Spenden. Die Kölner Kommunalpolitiker Klaus Heugel und Norbert Rüther von der SPD wurden im Jahr 2008 beide hierfür zu Haftstrafen auf Bewährung wegen Bestechlichkeit verurteilt.

## Spenden
Norbert Rüther, Geschäftsführer und später Vorsitzender der SPD-Ratsfraktion und der damalige Schatzmeister Manfred Biciste schleusten veröffentlichungspflichtige Großspenden in die Parteikasse durch gleichzeitiges Ausstellen fingierter Quittungen für zahlreiche Parteimitglieder für Kleinspenden, die vorgeblich von ihnen stammen sollten. Die Großspenden sollen insbesondere aus Unternehmen stammen, die wirtschaftlich vom Bau der Müllverbrennungsanlage Köln-Niehl profitiert hatten, insbesondere Anlagenbauer Steinmüller LCS sowie die Trienekens AG, die sowohl als Mitbetreiber als auch als Zulieferer von der Müllverbrennungsanlage profitierte. Trienekens AG Chef Hellmut Trienekens soll außerdem dem SPD-Oberbürgermeisterkandidaten Klaus Heugel 1999 eine Barspende von 150.000 DM gegeben haben, zur Finanzierung seines bevorstehenden Wahlkampfes. Nach Ansicht des Gerichtes bei Heugels Prozess im Jahr 2008 kam diese Zahlung in Gegenleistung für Heugels Unterstützung Trienekens' bei der Teilprivatisierung der Kölner Abfallwirtschaftsbetriebe.

## Strafrechtliche Konsequenzen
Im Jahr 2004 wurde der ehemalige Geschäftsführer der AVG Köln, Ulrich Eisermann, wegen Untreue und Bestechlichkeit zu 3 Jahren und 9 Monaten Haft verurteilt. Dieses Urteil wurde 2010 vom BGH für rechtskräftig erklärt. Hellmut Trienekens wurde 2010 wegen Untreue in vier Fällen zu einer Gesamtfreiheitsstrafe von zwei Jahren zur Bewährung verurteilt. Die früheren Kölner SPD-Kommunalpolitiker Klaus Heugel und Norbert Rüther wurden beide 2008 dafür verurteilt: Heugel zu 21 Monaten Haft auf Bewährung wegen besonders schwerer Bestechlichkeit, Rüthen zu 18 Monaten Haft auf Bewährung wegen Beteiligung an Bestechlichkeit und Abgeordnetenbestechung.

## „Versorgung“ Kölner Politiker
Nach den Aussagen von AVG-Köln Geschäftsführer Ulrich Eisermann haben Kölner Stadtpolitiker die finanzielle Versorgung von Parteikollegen zur Bedingung ihrer Zustimmung für den Bau der RMVA Köln-Niehl gemacht. CDU-Fraktionsvorsitzender Albert Schröder hat die „Berücksichtigung“ des Ratsherrn Egbert Bischoff gefordert. Auf SPD-Seite soll ihr damaliger Fraktionschef Klaus Heugel darauf bestanden haben, Parteigenosse Stephan Gatter solle „untergebracht“ werden. Gatter wurde im Jahr 1992 in der Stabsstelle Öffentlichkeit der AVG Köln angestellt, und wurde außerdem dort 1994 auch zum Betriebsratsvorsitzenden gewählt. Sein Angestelltenverhältnis bei der AVG Köln bestand viele Jahre weiterhin, obwohl er auch gleichzeitig von 2000 bis 2017 ein Mandat als SPD-Abgeordneter im Landtag NRW ausübte.

## Kontroverse um den Bau der Restmüllverbrennungsanlage Köln-Niehl
Insgesamt hat der Bau der Restmüllverbrennungsanlage Köln-Niehl 820 Millionen DM gekostet. Dabei sollen insgesamt fast 30 Millionen DM an Schmiergeldern geflossen sein. Laut Kritikern wie der Bürgerinitiative KIMM und dem Rechnungsprüfungsamt der Stadt Köln wurde die MVA jedoch viel größer gebaut als nötig – auf Kosten der Kölner Gebührenzahler und ohne Abmahnung durch die Stadtverwaltung oder Regierungspräsident Franz-Josef Antwerpes. Die Stadt Köln hatte eine Verbrennungsanlage zur Beseitigung des Kölner Mülls mit einer Kapazität von nur 421.000 Tonnen genehmigt und in Auftrag gegeben. Schon im zweiten Betriebsjahr 1999 wurden jedoch 500.000 Tonnen verbrannt, 2003 650.000 Tonnen, 2010 sogar 723.000 Tonnen. Die volle Kapazität wird heute mit 725.000 Tonnen angegeben. Um wirtschaftlich agieren zu können, muss die MVA Köln-Niehl damit Müll aus Deutschland und Europa importieren. Die Preise, die sie hierfür verlangt, sind weit niedriger als die, die sie von der Stadt Köln als „Satzungspreise“ garantiert bekommt. Im Endeffekt subventionieren also die Müllgebührenzahler in Köln die Verbrennung von jährlich hunderttausenden Tonnen importiertem Müll.